# لابيدرا
لابيدرا (بالإنجليزية: Lapiedra)‏ هو جنس من نباتات غرب البحر الأبيض المتوسط في عائلة النرجسيّة. تحتوي الآن على نوع واحد معروف فقط هو «Lapiedra martinezii». موطنه الأصلي إسبانيا والمغرب.
يعتبر نوعان سابقان آخران أعضاء في أجناس أخرى ( النرجس وتروبا).:
- Lapiedra chilensis - تروبيا مودستا[14]
- Lapiedra gracilis - نرجس كافانيليسي[15]

## رابط خارجي
- ريوس وآخرون الأنماط البيوجغرافية والتغيرات الفينولوجية في Lapiedra martinezii Lag. المتعلقة بتنوعها القلوي. 2013